# Resan (1967)
Resan är en svensk svartvit film från 1967 med regi, produktion och manus av Berndt Klyvare. Filmen var Klyvares långfilmsdebut som regissör och i rollerna ses bland andra Leif Westerlund, Else Højgaard och Sture Ericson.

## Om filmen
Filmen spelades in i Europafilms studio i Sundbyberg samt i Stockholm, i närheten av Huskvarna och Köpenhamn. Klyvare skötte fotot tillsammans med Mario Grut och Lars Hagström klippte senare ihop filmen. Den premiärvisades den 6 mars 1967 på biograf Anglais i Stockholm. Den var 73 minuter lång och barntillåten.

## Handling
Thomas tänker tillbaka och försöker bearbeta sin faders bortgång. Han söker upp platser de varit på tillsammans och lyckas till slut befria sig från minnenas bojor.

## Rollista
- Leif Westerlund – Thomas
- Else Højgaard	– kvinnan i Köpenhamn
- Sture Ericson – fadern
- Catarina Calleman – Catarina, flickan
- Sissi Kaiser – modern
- Anders Hammargren – Torbjörn, Thomas yngre bror
- Lars Eklund – Thomas som barn
- Jörgen Hasselblad – långtradarchauffören
- Ragnar Jahn – mannen i bilen
- Eric Ericson – körledaren

### Fotnoter
1. 1 2 3  ”Resan”. Svensk Filmdatabas. http://sfi.se/sv/svensk-filmdatabas/Item/?itemid=4756&type=MOVIE&iv=Basic&ref=/templates/SwedishFilmSearchResult.aspx?id%3d1225%26epslanguage%3dsv%26searchword%3dresan%26type%3dMovieTitle%26match%3dIdentical%26page%3d1%26prom%3dFalse. Läst 4 april 2013.